# Caecilia bokermanni
Caecilia bokermanni е вид безкрако земноводно от семейство Caeciliidae.

## Разпространение и местообитание
Видът е разпространен в Еквадор и Колумбия.
Обитава райони с тропически и субтропичен климат и гористи местности.